# Protimesius
Protimesius is een geslacht van hooiwagens uit de familie Stygnidae.
De wetenschappelijke naam Protimesius is voor het eerst geldig gepubliceerd door Roewer in 1913. 

## Soorten
Protimesius omvat de volgende 3 soorten:
- Protimesius gracilis
- Protimesius lucifer
- Protimesius orcus

Moved, e.g. Obidosus, Pickeliana
- Protimesius albilineatus
- Protimesius amplichelis
- Protimesius apiacas
- Protimesius coxalis
- Protimesius evelineae
- Protimesius laevis
- Protimesius longipalpis
- Protimesius mendopticus (!Spelfout als Protimesius mendopictus)
- Protimesius palpalis
- Protimesius trocaraincola